# اوبانازاوا، یاماگاتا
اوبانازاوا در استان یاماگاتا در کشور ژاپن  واقع شده‌است  که دارای جمعیت ۱۹٬۹۳۷ نفر و مساحت ۳۷۲٫۳۲ کیلومتر مربع با تراکم جمعیت ۵۳٫۵  نفر در کیلومترمربع است و در تاریخ ۱۰ آوریل ۱۹۵۹ به عنوان شهر شناخته شد.

## تاریخچه
منطقه اوبناازوای امروزی بخشی از استان باستان دووا به شمار می رفت. پس از شروع دوره میجی ، این منطقه بخشی از منطقه کیتامورایاما ، بخش یاماگاتا شد. روستای اوبانازاوا در اول آوریل 1889 با استقرار سیستم شهرداری‌های مدرن تأسیس شد و در 26 ژوئیه 1897 به شهر ارتقا یافت. این شهر در 10 آوریل 1959 ساخته شد.
اوبانازاوا منشأ روایتی از ترانۀ دونتسوکی است ، "آهنگ رقص هاناگاسا" ، آهنگی است که در بسیاری از قسمت های منطقه یاماگاتا خوانده می شود.